# Connor (Ángel)
Connor es un personaje de la serie de televisión Ángel también conocido como Connor Ángel, Steven Franklin Thomas Holtz, Connor Reilly y el destructor por los seres de Quor-Toth, es el hijo super fuerte de los vampiros Ángel y Darla. El personaje fue creado Joss Whedon, interpretado por Vincent Kartheiser y previamente por los trillizos Connor, Jake y Trenton Tupen.

## Biografía

### Infancia
Connor nace en noviembre de 2001 en Los Ángeles, California. Es considerado un milagro, ya que es fruto de la relación de dos vampiros, Ángel y Darla. Aparece por primera vez en el capítulo de la tercera temporada, "Una Nana". Su madre, Darla, físicamente incapaz de dar a luz, se suicida - clavándose una estaca en el corazón - para salvar a Connor. Al nacer, Connor se convierte rápidamente en parte del equipo de Ángel y vive con ellos en el Hotel Hyperion.
Existía una profecía que indicaba que Connor destruiría a Sahjhan, un demonio que posee la capacidad de alterar el tiempo. En un intento de anular la profecía y salvar su propia vida, Sahjhan se desplaza en el tiempo y altera este pasaje de la profecía con la frase "El padre matará al hijo", en referencia a Ángel y Connor. Conmovido y preocupado por la seguridad del bebé, Wesley secuestra a Connor e intenta llevárselo lejos para evitar se cumpla la profecía. Sin embargo, antes de que Wesley logre salir de Los Ángeles, Daniel Holtz, cazador del siglo XVIII que se quiere vengar de Angelus por haber matado a su familia, es traído por Sahjhan para destruir a Ángel.
Holtz ordena a Justine Cooper, una muchacha que entrenó en esta época como cazavampiro y adepta incondicional, que arrebate Connor a Wesley, para llevarse al niño como venganza por los asesinatos cometidos por Angelus y Darla hace siglos. La intención del cazademonios es hacer pasar a Connor como su propio hijo, cambiándole el nombre por Steven Franklin Thomas Holtz. 
Sin embargo, existen otras varias organizaciones que intentan apoderarse de Connor por diferentes razones. Los abogados de Wolfram & Hart quieren al bebé "milagro" para diseccionarlo y analizarlo; Sahjhan quiere al bebé muerto; Holtz quiere escapar con el bebé como si fuera suyo; y Ángel solo quiere que su hijo regrese. En una intensa lucha entre Ángel, Lilah y Holtz, Sahjhan abre un portal hacia Quor-Toth, la más atroz de las dimensiones infernales, hacia la que Holtz escapa con el niño en brazos.

### Estadía en Quor-Toth
Connor crece en Quor-Toth educado por Holtz, quien lo rebautiza como Steve y somete a atroces entrenamientos que lo llevan al cénit de sus poderes a los diecisiete años, edad en la que ya era famoso en todo Quor-Toth como un ser peligroso y sanguinario al que llamaban El Destructor. A pesar de los tremendos entrenamientos y aunque desde su infancia Holtz le había revelado que su padre real era Ángel, Connor sentía gran amor por el hombre que lo crio a la vez que este le inculcaba un inmenso odio por su padre, sosteniendo que Ángel no era más que una charada y su real naturaleza siempre sería Angelus; esto hace que Connor esté en contra de su verdadero padre y crezca despreciándolo.

### Regreso a la Tierra
Un día rastrea algunas alimañas hasta un portal interdimensional creado accidentalmente como efecto secundario del intento de Ángel de materializar al Sahjan para asesinarlo, tras cruzarlo Connor aparece en el Lobby del Hyperion frente a su padre a quien intenta asesinar sin éxito. Cuando Holtz se reúne con él descubren que el tiempo transcurre a diferente velocidad en ambos planos por lo que en la Tierra solo han pasado algunas semanas desde que se fueron. 
Aunque Connor se siente renuente a dialogar con Ángel, este poco a poco se gana el aprecio de su hijo. Sin embargo Holtz, quien solamente había fingido encariñarse con el muchacho y haber dejado atrás su deseo de venganza en favor a que Connor y Ángel se reúnan exige a Justine que lo asesine simulando que Ángel se alimentó de él. Cuando Connor encuentra el cadáver de Holtz decide vengarse y embosca a Ángel cuando se dirigía a buscar a Cordelia para declararle su amor y tras encerarlo en un sarcófago de acero lo arroja al fondo del mar donde este permanece tres meses despierto y sin alimentarse hasta que es rescatado por Wesley poco antes que su cordura colapsara.

### Investigaciones Ángel
Tras deshacerse de su padre, Connor se une a Investigaciones Ángel que, en este momento, se compone de Gunn y Fred. Durante este tiempo, su misión se limita a la búsqueda de pistas en torno a la desaparición de Ángel y Cordelia, a aceptar casos que puedan resolver y a mantener a raya a los vampiros y demonios de la ciudad. Gunn y Fred son los tutores de Connor hasta que Lorne se contactó con ambos y desenmascara al muchacho, tras esto Wesley logra rescatar a Ángel quien se enfrenta a su hijo a pesar de su débil estado y lo hace huir, tras esto Connor se dedica a vivir en las calles.
Tras el regreso del Ángel y la misteriosa reaparición de Cordelia, las relaciones son algo inestables, aunque mejorando lentamente, y Connor incluso comienza a llamar a Ángel "papá" en alguna ocasión y siempre dispuesto a ayudarlos en las misiones. Debido a su dura infancia, a Connor le resulta difícil desarrollar lazos emocionales, sin embargo, forma un estrecho vínculo con Cordelia Chase. 

### La Bestia y Jasmine
Cuando un demonio todopoderoso conocido como La Bestia se eleva en el mismo lugar en que había nacido Connor y comienza una serie de actos y ceremonias que desatan el apocalipsis, él se siente responsable y busca consuelo en los brazos de Cordelia. Desconocido para él, y para todos los demás, es el hecho de que Cordelia está bajo el control de una entidad poderosa que busca el dominio sobre la raza humana, y que durante años ha ido orquestando eventos con el fin de dominar el mundo. La noche de pasión de Connor con Cordelia, tiene graves repercusiones, ya que permite la llegada de este ser, más tarde llamado "Jasmine". Queda al descubierto que la existencia de Connor fue planeada con el fin de que este evento tuviera lugar. 
Lamentablemente, mientras que todos se solazan en la gloria de Jasmine, que produce inmensa alegría y paz a quien esté en su presencia, Connor no siente la misma paz interior y pasa por momentos de gran soledad y aislamiento. Luchando con sus demonios internos y cansado de la lucha constante, tanto a favor como en contra de Ángel, todo lo que Connors desea es descansar. Este anhelo, lo conduce a una desesperada situación en la que está dispuesto a infligirse daños sí mismo como también a otros. En un último acto de amor, Ángel acuerda hacerse cargo de la rama de Los Ángeles Wolfram & Hart a cambio de la vida de su hijo. Según este acuerdo, Connor tendrá toda una nueva existencia como un muchacho ordinario en una familia feliz, sin ninguna memoria de lo que había sido su vida hasta ese momento, creyéndo ser un humano ordinario con un pasado común. Connor muere en la propia mano de Ángel para que pueda "renacer" en su nueva vida, técnicamente en cumplimiento de la profecía de que "el padre matará al hijo". Aparte de Ángel (y algunos casos especiales, como Cordelia y Eva), los recuerdos de todos los personajes son reescrito para dar cabida a esta nueva realidad.

### Nueva Vida
Como parte de su nueva realidad, Connor se convierte en Connor Reilly, el hijo de Laurence y Colleen Reilly. Sin embargo, él está destinado a volverse a encontrar con Ángel. Unos meses después que Ángel se hace cargo de Wolfram & Hart, Laurence y Colleen llevan a Connor a la oficina, a fin de obtener algunas respuestas acerca de su hijo, ya que Connor fue atropellado por una furgoneta y no sufrió lesiones. Ángel les dice que no hay nada que pueda hacer por su situación. Poco después, la familia de Connor es atacada por demonios, y en la lucha, Connor muestra una asombrosa fuerza. Por ello Ángel le informa a Connor sobre sus habilidades especiales, pero no menciona el hecho de que es su padre. Los ataques no fueron sucesos aleatorios, Cyvus Vail, un anciano hechicero demoníaco y el arquitecto de la nueva vida Connor, ha hecho esto a propósito. Vail insiste en que Connor debe cumplir su destino y matar a Sahjhan, que es el enemigo de Vail. Cuando Ángel se resiste, Vail amenaza con devolver a Connor sus memorias. 
Connor acepta la lucha, pero es vencido (a causa de haber olvidado sus habilidades para el combate). Mientras tanto, Wesley descubre el engaño de Ángel y hace añicos la ventana Orlon, un artefacto mágico que contenía las memorias de Connor, que al romperse restaura la memoria de todos (Wesley, Connor y Illyria/Fred) y permite a Connor matar a Sahjhan. Aunque recupera su memoria, Connor se despide y vuelve a la familia Reilly. 
En la víspera de su última batalla con el Círculo de la Thorn Negro, Ángel visita a Connor en un café. Connor le revela que sabe que él es su padre y está agradecido por todo lo que ha hecho por él, que lo entiende. Más tarde, cuando Ángel pelea con Marcus Hamilton, Connor aparece y ayuda a Ángel, quien muerde a Hamilton cuando le dice que "el poder de los Socios fluye por mis venas", lo que le ayuda a obtener la superioridad en la lucha y finalmente logra vencerle. Ángel le dice a Connor que vuelva a su casa y que mientras el esté, los socios mayoritarios nunca podrán destruirle.

### Caída de Los Ángeles
Connor aparece en la serie de cómics de Ángel: Después de la caída, proporcionando a los seres humanos y a los demonios buenos un santuario con la ayuda de la mujer lobo Nina Ash y Gwen Raiden después de que Los Ángeles fuera enviada al infierno por los Socios Fundadores, y se encuentra en una asociación con Spike e Illyria, que se hacen pasar por los Señores Demonio de Beverly Hills. También activamente mata a varios demonios, a veces junto a su padre, Ángel, ahora humano. Después de que el equipo se mueve de nuevo al Hotel Hyperion, Illyria revela a los demás que Ángel ya no es un vampiro. Enojado con su padre por mentirle, Connor se va, y se ve obligado a enfrentar al dragón de Ángel contra Gwen cuando se da cuenta de que ella es fiel a Gunn. Gwen posteriormente da su vida para mantener a raya el ejército de W & H. Posteriormente, vuelve Connor después de que Ángel ha sido mortalmente herido en una pelea con Gunn ahora vampíro, Gunn y lo arroja por una ventana antes de convencer a un ángel muriendo a confiar en sí mismo y seguir luchando para vivir. Después de que Gunn causa que Illyria vuelva a su verdadera forma, Connor, con los heridos Ángel y Spike son los únicos campeones en pie. Connor es mortalmente herido por Gunn , cuando trata de evitar que Connor, Ángel y Spike detengan a Iliria quien volvió a su verdadera forma. Muere en brazos de su padre, pero no antes de tranquilizar a Ángel que es una buena persona, independientemente de si es o no es un ser humano o un vampiro. 
Después muere Ángel y el tiempo se restaura, Connor se ve de nuevo en el hospital y vuelve a trabajar con un ángel entre lágrimas. Los comentarios de Connor de lo guay que es que Ángel ahora una celebridad, a pesar de dudar de Ángel. 

### De vuelta a la Tierra
Connor es actualmente un miembro de tiempo completo de Investigaciones Ángel, aun suponiendo que el liderazgo no oficial del grupo durante el reciente secuestro de Ángel con el apoyo de Illyria (Illyria compara al equipo a un "reino" y a Connor como un príncipe como el "heredero" del "trono" de Ángel). Durante ese tiempo un grupo de demonios guerreros dicen ser su ejército, porque él es el elegido. Después de que Illyria descubre que Ángel se encuentra actualmente en cautiverio por una empresa que busca duplicar su condición de inmortal, con alma, ella misma revela que se está acercando a una etapa de apareamiento de una vez en un milenio-, y le pide su permiso para "aparearse" y que Connor sea el padre de sus hijos. Por desgracia, Gunn se cierra el equipo durante el cautiverio de Ángel por los laboratorios de innovación tras una discusión con Connor, Connor expresa insatisfacción con ocasionales rebeliones, tales como un debilitamiento de su autoridad durante el interrogatorio de la recién convertida en vampira Felicia Valentine mientras buscaba información sobre Gunn y Ángel y sus acciones en el infierno, mientras que aún le guarda resentimiento a Gunn, por sus acciones como un vampiro, mientras que las acciones propias de Connor, mientras que en el control de sí mismo, nunca han llegado después de su regreso al redil. Saliendo del Hyperion, afirma Gunn que regresará cuando Ángel lo haga, pero mientras tanto, prefiere tratar de formar un nuevo equipo y hacer las cosas a su manera de pesar de los intentos de Illyria de seducirlo, el momento de la concepción pasa sin que nada tenga lugar debido a la incertidumbre de Connor acerca de la situación. 
Mientras patrulla, Connor fue capturado por la Hermandad de Jaro Hull, un grupo de mujeres demoníacas que lo consideran como un no especificado "salvador", que lo abrieron y bebieron un poco de su sangre, el ritual al parecer les otorgaba mayor fuerza. Aunque afirman que Connor no había alcanzado todavía su "potencial", después de dejar al aparentemente fallecido Connor se cura de sus heridas, lo que sugiere que sus poderes van más allá de los detalles obvios de su fuerza y velocidad con los demonios vencidos, al parecer, la caída en polvo, simplemente, cuando Connor fue cortada en el brazo-Connor admitió que se sentía la necesidad de encontrar su propio camino, de acuerdo con Ángel la necesidad de Connor para encontrar su propósito y lo dejó a cargo de Investigaciones Ángel, mientras que Ángel se va de vacaciones breves .. . Solo para Connor ser contactado por un representante de Wolfram & Hart en busca de Ángel al día siguiente su padre lo deja a pesar de sus dudas, Connor y Laura visitan W & H para obtener información acerca de "James", se dan cuenta de que es una entidad de nivel dios que busca dar rienda suelta a una ola de demonios en la Tierra para un propósito no especificado. Sin saber que Gunn, basado en información de Polifemus, tiene la intención de matar a Connor antes de que pueda "evolucionar" en una entidad del nivel de James y se vuelva una amenaza.

## Poderes y habilidades
Connor posee una serie de capacidades que exceden lo humano: fuerza, velocidad, durabilidad, poder de recuperación, y agudeza de sus sentidos; aunque sin las debilidades típicas de un vampiro como falta de resistencia ante la luz solar, debilidad ante cruces y agua bendita. Es más fuerte que la mayoría de los vampiros y algunas formas de demonios. 
A pesar de su gran poder, Connor no tiene la naturaleza no-muerta de los vampiros, por lo que hay un límite al daño que su cuerpo vivo puede soportar y sanar. A pesar de las heridas de arma blanca y arma de fuego puede resultar un peligro a la vida de Connor, sigue siendo increíblemente resistentes a traumatismo:
- Después de su primer encuentro con La Bestia, Jasmine poseyendo a Cordelia descubrió un gran moratón en su torso y asumió que era fractura de costillas, a la que Connor comentó que nunca se había roto un hueso antes y ni siquiera sabía que podía.
- Más tarde, cuando La bestia lo tiró por una ventana del sexto piso, mientras que el sol estaba siendo bloqueada por el hechizo eclipse de Ra-Tet, Connor le pregunto a Cordelia a donde debe ir de noche cuando alguien pierde el conocimiento, lo que implica que nunca se había le había pasado antes.

Recientemente, fue secuestrado por la Hermandad de Jaro Hull, un grupo de demonios que parecen creer que los poderes Connor van más allá de los vistos hasta ahora. Aunque la naturaleza precisa de estas afirmaciones no es revelado, Connor ha demostrado una capacidad previamente imprevistas para sanar rápidamente después de que la Hermandad, aparentemente, le desangró hasta la muerte al beber su sangre, su cuerpo está cubierto por una luz blanca después de la salida de la Hermandad, antes de regresar a la normalidad.
Además de sus facultades innatas, Connor fue entrenado por su padre adoptivo, Daniel Holtz, en la caza y en los combates con y sin armas.
Sin embargo, a diferencia de las técnicas de combate mostradas por las cazavampiros y Ángel, Connor generamentel, se basa más en un método de fuerza bruta, su estrategia de combate habitual es golpear a sus oponentes rápidamente y golpeando con embestidas, dejándolo en desventaja frente a los combatientes más sofisticados . A pesar de que una vez derrotó a Ángel en una pelea, debe tenerse en cuenta que él estaba usando un arma Taser en su momento, y también tenía la ventaja de que Ángel no esperaba que él atacara. Durante una pelea más adelante, Connor fue derrotado por Ángel, incluso cuando su padre había perdido su memoria y no era más que un adolescente en el instinto, la victoria posterior de Connor sobre Sahjhan fue ayudado solo por el hecho de que él tomó Sahjhan por sorpresa con el regreso repentino de sus recuerdos originales y el hecho de que estaba destinado a matar a Sahjhan. Tras su regreso a Investigaciones Ángel, que ha comenzado a convertirse en un líder más competente, aunque todavía carece de la experiencia de Ángel.

## Relaciones sentimentales
- Sunny - Una fugitiva adolescente adicta a la heroína, ella es la primera mujer con la que Connor se relaciona luego de haber estado en Quor-Toth y a ella le da su primer beso después de protegerla del acoso de un traficante de drogas llamado Tyke. Fallece la misma noche que se conocen al inyectarse toda la droga que poco antes le habían robado a Tyke.

- Cordelia Chase - Connor desarrolló cariño por Cordelia cuando vivieron juntos luego que Cordelia regresó de los planos superiores, con una amnesia total. Después que ella recupera su memoria, una Cordelia poseída seduce a Connor, y la pareja se convierte en los 'padres' de la criatura llamada Jasmine.

- Tracy - El nuevo padre de Connor hizo referencia a una niña llamada Tracy y le preguntó si iban a la misma universidad, sugiere que los dos se vieron involucrados románticamente. Uno de sus hermanos comentó (por medio de un insulto) que era una vaga problemática.

- Illyria - Cuando los dos se encontraron, Illyria sintió que Connor sentía lujuria por ella, lo que llevó a Connor a reclamar que siempre le habían gustado las mujeres mayores, a lo que Ángel murmuró "se suponía que tenían que arreglar eso" por lo bajo. Recientemente, Illyria reveló a Ángel que ella está interesada en el apareamiento con Connor a medida que se acerca una fase de reproducción de una vez en un milenio, después de haber seleccionado a Connor a ser el padre de su cría potencial, aunque la incertidumbre de Connor sobre la situación hace que el momento pase, Illyria posteriormente admitió que no tiene interés en Connor para el sexo puramente recreativo.

- Gwen Raiden - Después de la caída, se revela que Connor está saliendo con Gwen, aunque con problemas a causa de la naturaleza eléctrica de Gwen, la relación llegó a su fin después de que Los Ángeles regresaron a la Tierra, debido a su traición al equipo por seguir a Gunn.

- Datos: Q2296453